# Irwin Shaw
Irwin Shaw, pseudonimo di Irwin Gilbert Shamforoff (New York, 27 febbraio 1913 – Davos, 16 maggio 1984), è stato uno scrittore, drammaturgo, sceneggiatore e produttore cinematografico statunitense.
Suo fratello minore, David Shaw, divenne un noto produttore cinematografico di Hollywood.

## Biografia
Irwin Gilbert Shamforoff è nato nel South Bronx a New York City, da immigrati ebrei di origine russa. Poco dopo la sua nascita, la sua famiglia si trasferì nel distretto di Brooklyn, dove trascorse la propria gioventù e ottenne la laurea, al Brooklyn College, nel 1934. Cambiò il suo cognome in Shaw, poco prima di entrare al college.
Shaw prese parte alla seconda guerra mondiale e nelle opere teatrali, fra cui la sua prima commedia Seppellire i morti (Bury the Dead, 1936) e nei romanzi, fra cui I giovani leoni (The Young Lions) l'autore condannò la guerra e la società borghese americana con toni efficaci e vigorosi, benché non privi di una certa retorica. Nel 1948 vinse il premio O. Henry per il racconto Walking Wounded che era stato pubblicato su The New Yorker. Con il successo, il suo talento di costruttore di trame ingegnose divenne sempre più evidente, come dimostra Povero ricco, popolare anche nella versione tv, seguito poi da Mendicante ladro, entrambi basati sull'american dream. Nel 1963 produsse anche un film, Amore alla francese (In the French Style) di Robert Parrish. 

## Opere

### Romanzi
- The Young Lions, 1948
  -  I giovani leoni, traduzione di Beatrice Boffito Serra, Milano, Bompiani, 1950.
- The Troubled Air, 1951
  -  La guerra di Archer, traduzione di Roberto Mussapi, Milano, Bompiani, 1979.
- Lucy Crown, 1956
  -  Lucy Crown, traduzione di Bruno Oddera, Milano, Bompiani, 1957.
- Two Weeks in Another Town, 1960
  -  Due settimane in un'altra città, traduzione di Luciano Bianciardi, Milano, Bompiani, 1961. - Collana Tascabili, Milano-Firenze, Bompiani, 2021, ISBN 978-88-301-0257-6.
- Voices of a Summer Day, 1965
  -  Voci di un giorno d'estate, traduzione di Fiore Genovese, Milano, Bompiani, 1966.
- Rich Man, Poor Man, 1969/1970
  -  Povero ricco, traduzione di Attilio Veraldi, Milano, Bompiani, 1971-1999.
  -  Il ricco e il povero. Il sogno americano dei Jordache, traduzione di Attilio Veraldi, Prefazione e cura di Mario Fortunato, Collana Narrativa straniera, Milano-Firenze, Bompiani, 2020, ISBN 978-88-301-0258-3.
- Evening in Byzantium, 1973
  -  Sera a Bisanzio, traduzione di Marco Amante, Milano, Bompiani, 1973.
- Night Work, 1975
  -  Lavoro di notte, traduzione di Franco Ferrucci, Collana Letteraria, Milano, Bompiani, 1976.
- Beggarman, Thief, 1977
  -  Mendicante ladro, traduzione di Delfina Vezzoli, Milano, Bompiani, 1978.
- The Top of the Hill, 1979
  -  Una vita nel vuoto, traduzione di Antonio Scarfoglio, Milano, Bompiani, 1980.
- Bread Upon the Waters, 1981
  -  L'amico di famiglia, traduzione di Adriana Dell'Orto, Milano, Bompiani, 1982.
- Acceptable Losses, 1982
  -  Labili indizi, traduzione di Tilde Riva, Milano, Bompiani, 1983.

### Raccolte di racconti
- Sailor off the Bremen and other Stories, 1939
- Welcome to the City, and other Stories, 1942
- Act of Faith, and other Stories, 1946
- Mixed Company. Collected Short Stories, 1950
- Tip on a Dead Jockey, and other stories, 1957
  - Scommessa sul fantino morto, e altre storie, trad. Luciano Bianciardi, Milano, Bompiani, 1960.
  - Scommessa su un fantino morto, trad. Chiara Voltini, Collana Frontiere, Fidenza, Mattioli 1885, 2019, ISBN 978-88-6261-686-7.
- Selected Short Stories, 1961
- Love on a Dark Street, and other stories, 1965
  - L'amore in una strada buia. I racconti, trad. Vittorio Rossi, Collana Letteraria, Milano, Bompiani, 1974.
  - L'amore in una strada buia, trad. Vittorio Rossi, Collana Frontiere, Fidenza, Mattioli 1885, 2017, ISBN 978-88-6261-649-2.
- Retreat and other Stories, 1970
  -  Racconti di più stagioni, traduzione di Tilde Arcelli Riva, Collana Letteraria, Milano, Bompiani, 1989, ISBN 978-88-452-1489-9.
- God Was Here, But He Left Early, 1973
- Short Stories: Five Decades, 1978

### Altro
- Irwin Shaw-Ronald Searle, Paris! Paris!, Milano, Bompiani, 1977.

### Testi teatrali
- Bury the Dead, New York, Ethel Barrymore Theatre, Aprile 1936.
- Siege, New York, Longacre Theatre, Dicembre 1937.
- The Gentle People, New York, Belasco Theatre, Gennaio 1939.
- Quiet City, New York, Belasco Theatre, Marzo 1939.
- Retreat to Pleasure, New York, Belasco Theatre, 1940.
- The Shy and the Lonely, 1941.
- Sons and Soldiers, New York, Morosco Theatre, Maggio 1943.
- The Assassin, New York, National Theatre, Ottobre 1945.
- The Survivors, (con Peter Viertel) New York, Playhouse Theatre, Gennaio 1948.
- Children From Their Games, New York, Morosco Theatre, Aprile 1963.
- A Choice of Wars, Glasgow, Scozia, Glasgow Citizens Theatre, 1967.

### Sceneggiature
- The Big Game, RKO, 1936.
- Commandos Strike at Dawn, Columbia, 1942.
- The Hard Way, Warner Bros., 1942.
- The Talk of the Town, RKO, 1942.
- Take One False Step, Universal, 1949.
- Il gigante di New York (Easy Living), regia di  Jacques Tourneur, RKO, 1949.
- I Want You, RKO, 1951.
- Act of Love, United Artists, 1953.
- Ulysses, Paramount, 1954.
- Fuoco nella stiva (Fire Down Below) regia di Robert Parrish, Columbia, 1957.
- Desiderio sotto gli olmi (Desire Under the Elms), regia di Delbert Mann, Paramount, 1958.
- This Angry Age, Columbia, 1958.
- The Big Gamble, 20th Century Studios, 1961.
- In the French Style, Columbia, 1963.
- Survival, United Film, 1968.

## Adattamenti
- Dal romanzo The Young Lions nel 1958 venne tratto il film I giovani leoni di Edward Dmytryk che ottenne tre nomination al premio Oscar.
- Dal romanzo Two Weeks in Another Town nel 1962 fu tratto il film Due settimane in un'altra città girato in cinemascope a Cinecittà (Roma) da Vincente Minnelli.
- Il ricco e il povero (1976) serie TV che lanciò l'attore Nick Nolte, ispirata al romanzo Il ricco e il povero.